# Niall Canavan
Niall David Stephen Canavan (* 11. April 1991 in Leeds) ist ein in England geborener irischer Fußballspieler, der momentan beim Viertligisten AFC Barrow spielt.
Der Verteidiger ist seit seiner Jugendzeit Spieler von Scunthorpe United. Seinen ersten Profivertrag unterzeichnete er im April 2009. Sein erstes Ligaspiel bestritt er am 22. August 2009 bei der 0:4-Niederlage gegen Sheffield Wednesday, als er in der 28. Spielminute für Rob Jones eingewechselt wurde. Nur drei Tage später erzielte er beim Ligapokalspiel gegen Swansea City, das mit 2:1 gewonnen wurde, seinen ersten Treffer. Swansea City beendete die Partie nur mit acht Spielern, nachdem Àngel Rangel, Garry Monk und Gorka Pintado des Feldes verwiesen worden waren.
Bei seinem siebten Einsatz in der Football League Championship am 2. Mai 2010 erzielte Canavan seinen ersten Treffer im Ligabetrieb. Dabei traf er im Heimspiel gegen Nottingham Forest zum 1:2, die Partie endete mit einem 2:2-Unentschieden. Im Mai 2010 verlängerte er seinen Vertrag bei den Irons um drei weitere Jahre.